# Lorenzo Perini
Pour les articles homonymes, voir Perini.
Lorenzo Perini, né le 22 juillet 1994 à Milan, en Italie, est un athlète italien, spécialiste du 110 mètres haies.

## Biographie
Originaire de Saronno, il est né à Milan.
Le 19 juillet 2013, Lorenzo Perini bat en 13 s 32 le record des Championnats d'Europe juniors à Rieti en séries, record national junior qu'il détenait et avait battu deux fois en 2013.
Il avait été demi-finaliste des Championnats du monde juniors à Barcelone en 2012. En 2011, il avait remporté le titre du 110 m haies lors du Festival olympique de la jeunesse européenne devant le Français Wilhem Belocian.
Il a remporté le titre de champion national junior également à Rieti en 2013, en 13 s 39.
Il porte son record avec les haies hautes à 13 s 70, le 14 juillet 2014 à Biberach an der Riss. Le 11 juin 2016, il améliore ce record encore en 13 s 67 lors des Championnats nationaux espoirs à Bressanone. Le 25 mai 2016, il porte ce record à 13 s 62	-0.1	à Savone (Fontanassa), temps qu'il approche en finale du Golden Gala 2017. Le 24 juin, il égale ce record en finale du 110 m haies des Championnats d'Europe d'athlétisme par équipes 2017 à Villeneuve-d'Ascq. Le 1er juillet 2017, il remporte le titre national à Trieste en 13 s 54 mais avec vent favorable (+ 3,0 m/s).
Lors des Jeux méditerranéens de 2018, il remporte le titre en battant son record personnel en 13 s 49, temps qui le qualifie pour les Championnats d'Europe à Berlin. En demi-finale des Championnats d’Europe 2018, il court en 13 s 50 mais manque la finale de 5/100e.
Le 25 juin 2019, il est battu de peu par Antonio Alkana à Montgeron et court en 13 s 51. Le 30 juin 2019 à La Chaux-de-Fonds, il porte son record personnel à 13 s 47 (+ 0,7 m/s), deuxième derrière Eduardo de Deus.

## Palmarès
| Date | Compétition | Lieu   | Résultat | Epreuve     | Temps   |
| ---- | ----------- | ------ | -------- | ----------- | ------- |
| 2019 | Universiade | Naples | 4e       | 110 m haies | 13 s 50 |

## Records
| Épreuve          | Temps               | Lieu   | Date            |
| ---------------- | ------------------- | ------ | --------------- |
| 110 mètres haies | 13 s 46 (- 0,2 m/s) | Naples | 12 juillet 2019 |